# Eliane Tillieux
Eliane Tillieux (nascida em 1966) é uma política socialista belga de Namur (Valónia) e a primeira mulher a servir como presidente da Câmara dos Representantes da Bélgica.

## Carreira política
De 2000 a 2004, Tillieux foi conselheira provincial da Província de Namur. Ela sentou-se no Parlamento regional da Valónia de 2004 a 2009, e serviu no Governo da Valónia chefiado por Rudy Demotte de 2009 a 2014 como Ministra da Ação Social, Saúde e Igualdade de Oportunidades. Ela foi a única mulher em posição ministerial no governo de Demotte. Ela tornou-se ministra do Trabalho e Formação do Governo da Valónia chefiado por Paul Magnette de 2014 a 2017, novamente como a única ministra mulher.
Nas eleições federais belgas de 2019 (26 de maio), Tillieux foi eleita para a Câmara dos Representantes da Bélgica. No dia 30 de setembro de 2020, ela tornou-se a candidata do Partido Socialista como presidente da Câmara, sendo empossada a 13 de outubro de 2020.